# Bacsa Péter
Bacsa Péter (Dorog, 1970. november 21. –) válogatott birkózó, sportvezető.

## Tanulmányai, eredményei
Budapesti Közgazdaságtudományi egyetem - közgazdász, jogi egyetemi szakképzés TF edzői szak. Az USA-ban MBA diplomát szerzett 1999-ben a Grand Valley State University-n Allendale-ben (MI). Mint sportoló négyszeres magyar felnőtt bajnok, az atlantai olimpián 10., korábban felnőtt EB-n 5., junior EB-n 3. és 4. helyezett.
2004-től kiemelt nemzetközi bíró, bíróként részt vett a pekingi és a londoni olimpián.
2015-től a Magyar Birkózó Szövetség ügyvezető alelnöke.
2018 októberében a Nemzetközi Birkózó Szövetség elnökségi tagja lett. 2024-ben újabb hat évre beválasztották a testületbe. 2025 februárjában a Nemzetközi Szövetség iskolai és egyetemi bizottságának elnöke lett.
2023 májusában tagja lett a Magyar Olimpiai Bizottság elnökségének.
Civilben saját külkereskedelmi cég tulajdonosa és ügyvezetője.

## Kitüntetései
- Jó tanuló - jó sportoló
- Kiváló ifjúsági sportoló díj